# Taygetis fulginia
Taygetis fulginia is een vlinder uit de onderfamilie Satyrinae van de familie Nymphalidae. De wetenschappelijke naam van de soort is voor het eerst geldig gepubliceerd in 1922 door Romualdo Ferreira d'Almeida.